# Philip Sgriccia
Philip Sgriccia (1969) é um diretor e produtor de televisão estadunidense.

## Filmografia
- Supernatural
- Smallville
- Lois & Clark: The New Adventures of Superman
- Timecop